# エスタディオ・エルマンティコ
エスタディオ・エルマンティコ（Estadio Helmántico）は、スペイン・カスティーリャ・イ・レオン州サラマンカにあるサッカー専用スタジアム。サラマンカCF UDSがホームスタジアムとして使用している。

## 概要
1970年4月8日、ポルトガルのスポルティングCP対UDサラマンカの親善試合でスタジアムは開場した。開場から2013年まではUDサラマンカが、2016年からはサラマンカCF UDSがホームスタジアムとして使用しているが、何度もスタジアムの管理・運用をする団体が変更されているため、不安定な体制ではスタジアムの補修や改修がままならず、かなり老朽化が進んでいる。
2013年にUDサラマンカが財政難で解散すると、このスタジアムは競売に掛けられ、国内の総合商社であるDesarrollos Empresariales Deportivos S.L.社がスタジアムを買収した。

## 開催された主な試合

### サッカー
- 国際Aマッチ

| 日付           | ホームチーム | 結果 | アウェーチーム | ラウンド               |
| -------------- | ------------ | ---- | -------------- | ---------------------- |
| 1978年12月13日 | スペイン     | 5-0  | キプロス       | UEFA欧州選手権1980予選 |
| 1988年7月1日   | スペイン     | 1-3  | スウェーデン   | 親善試合               |
| 2005年3月26日  | スペイン     | 3-0  | 中国           | 親善試合               |
| 2010年10月8日  | スペイン     | 3-1  | リトアニア     | UEFA EURO 2012予選     |

## ギャラリー

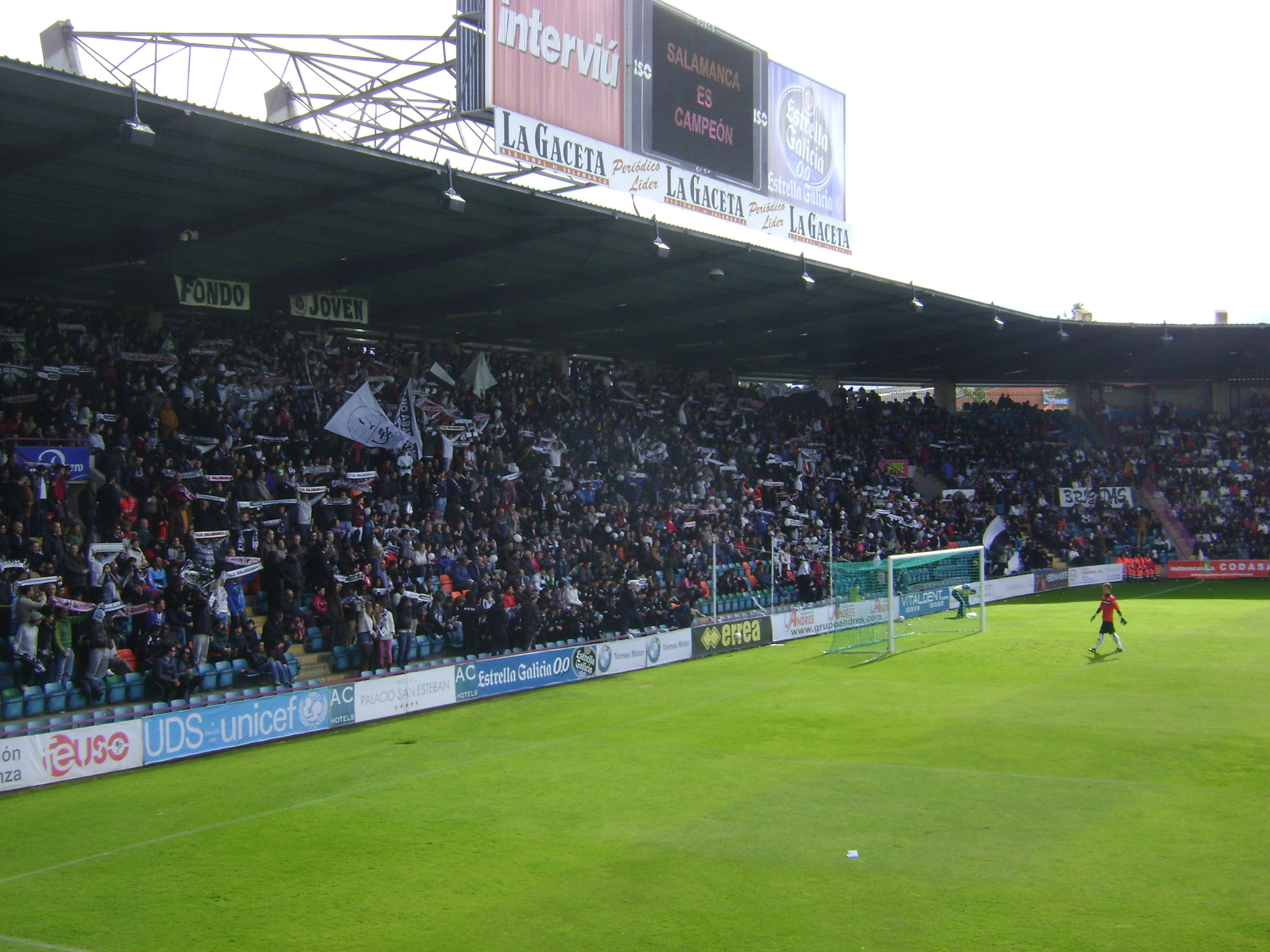
内観
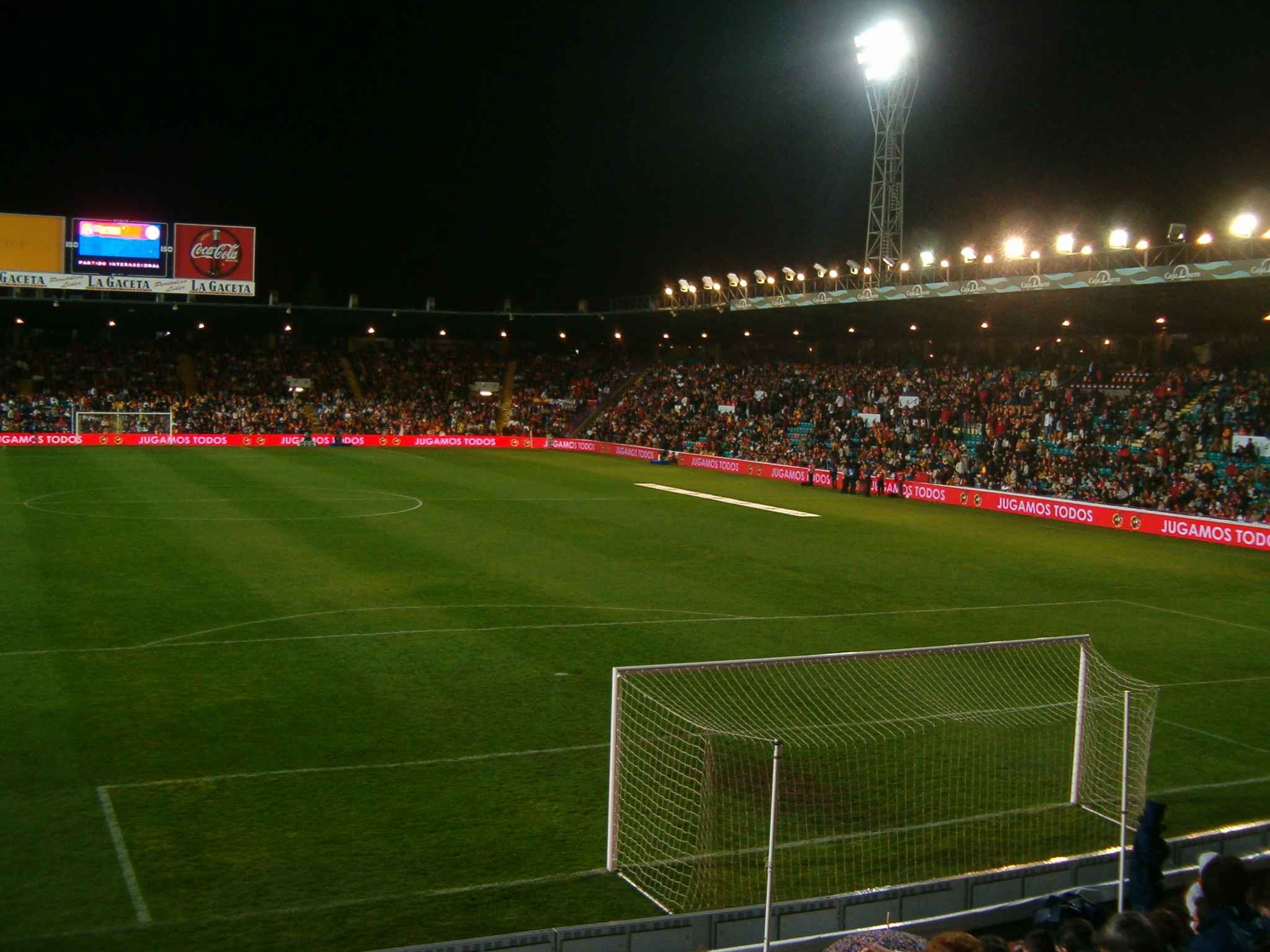
2006年のスタジアム
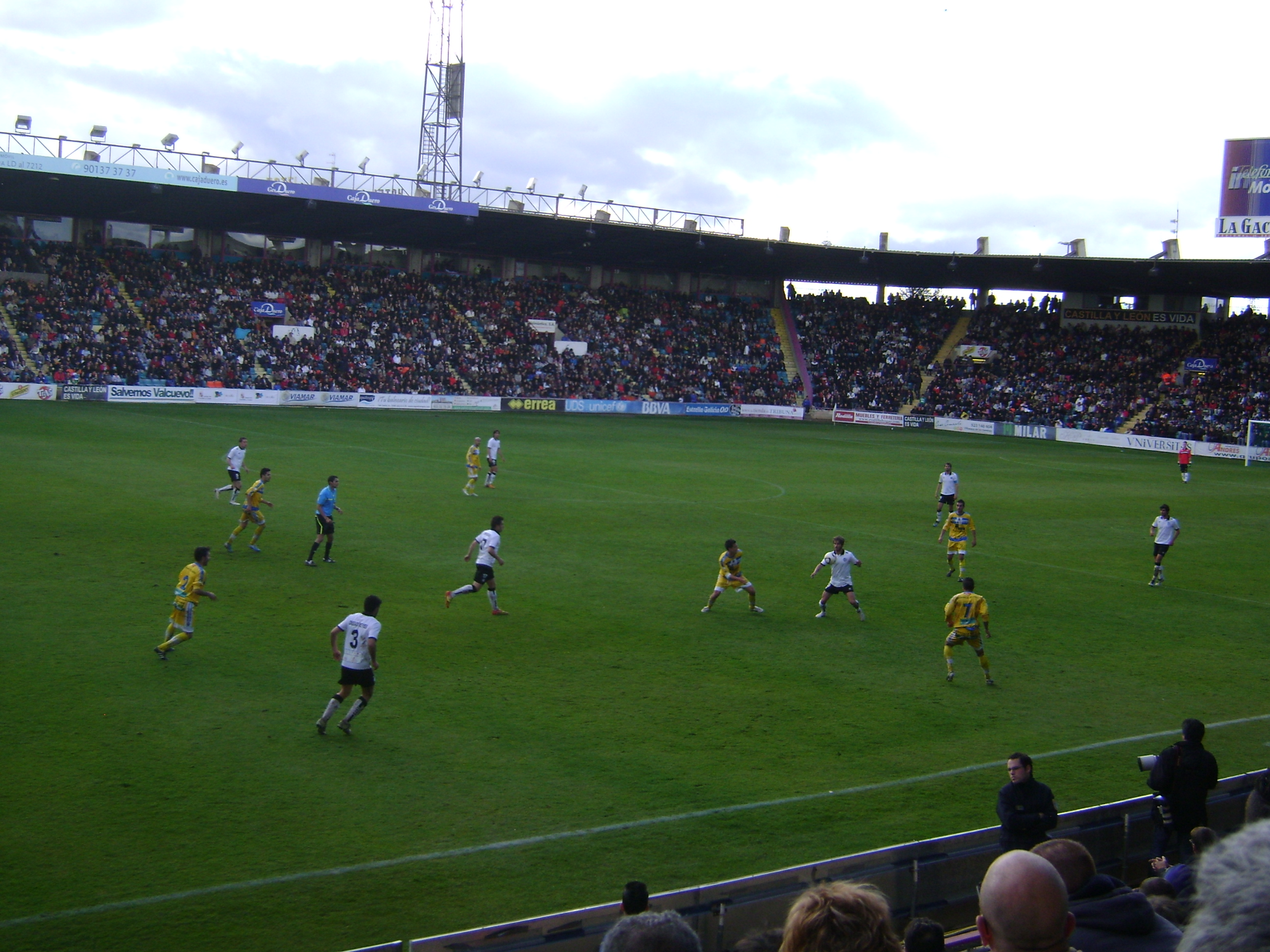
2012年のスタジアム
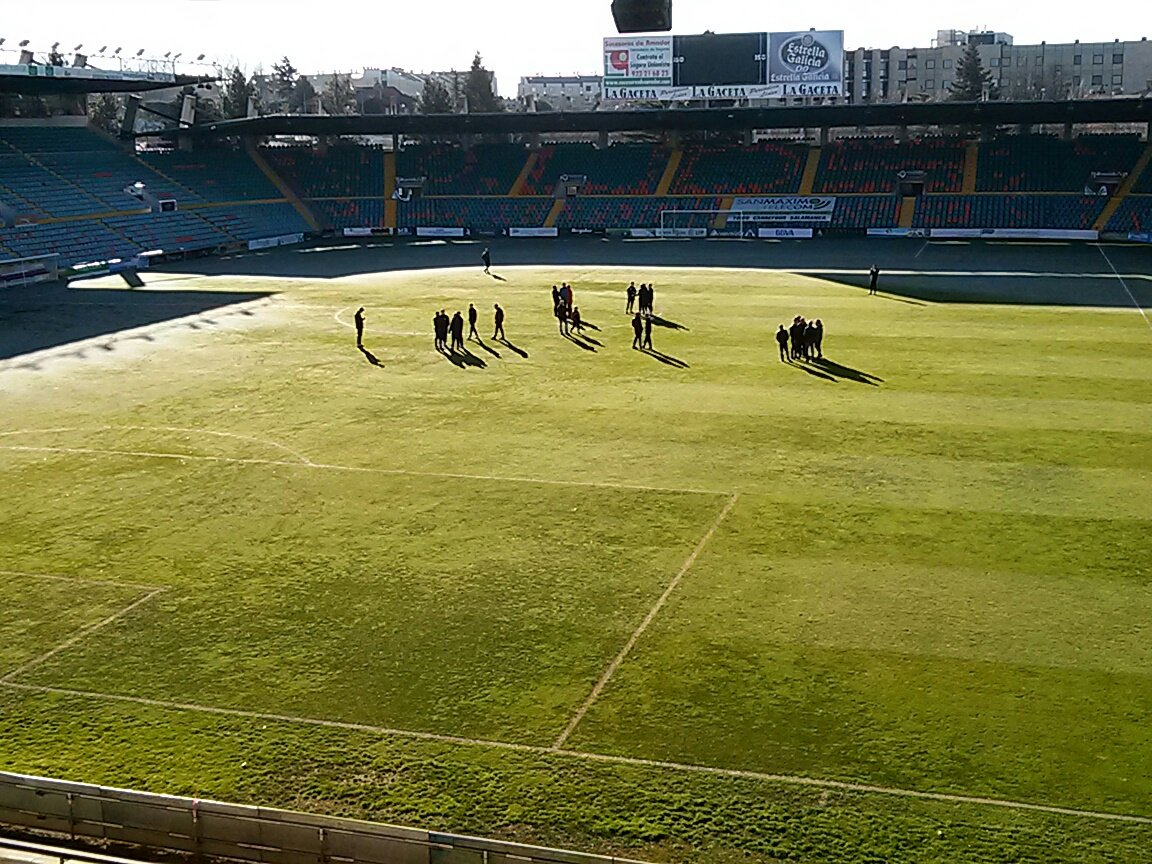
2017年のスタジアム
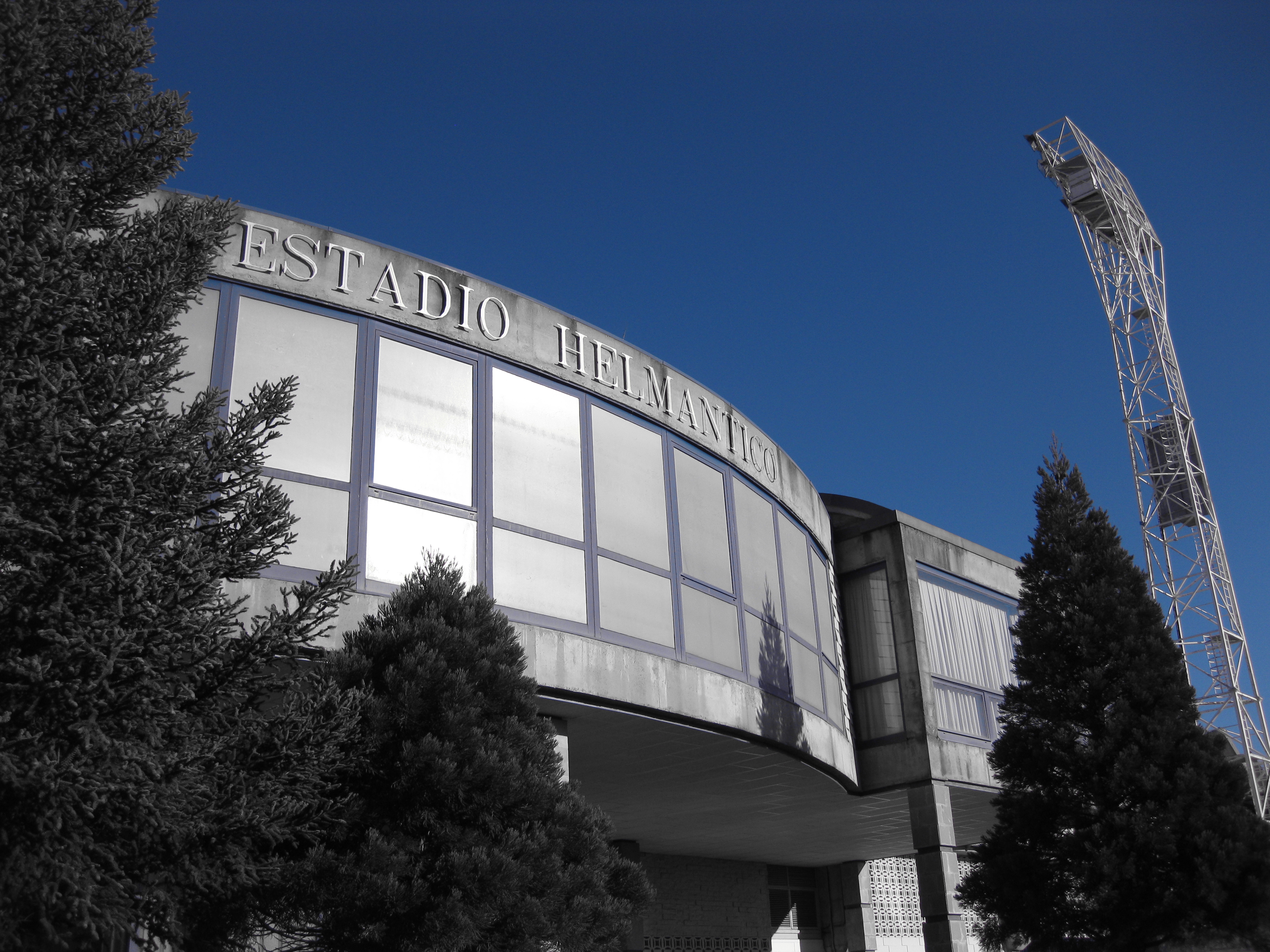
正面入口